# Graafschap Nassau
Het graafschap Nassau was een graafschap in het Heilige Roomse Rijk. Het territorium omvatte delen van de huidige bondslanden Hessen en Rijnland-Palts in het westen van Duitsland. Het gebied wordt in twee vrijwel gelijke delen verdeeld door de rivier de Lahn. In het zuiden bevindt zich het Taunusgebergte.
De eerste graaf van Nassau was Walram I (gestorven 1198), een telg uit het geslacht der graven van Laurenburg. Zijn kleinzoons Walram II en Otto I regeerden vanaf 1247 samen, maar verdeelden (Prima divisio) het graafschap in 1255 in het gebied links van de Lahn (residentie: Wiesbaden) en het gebied rechts van de Lahn (residentie: Siegen). Zo ontstonden de Walramse en Ottoonse linie van het huis Nassau.

## De Walramse linie
Walrams zoon Adolf was van 1292 tot 1298 Duits koning. Onder zijn nakomelingen werd het Walramse Nassau diverse malen verdeeld, maar in 1605 onder Lodewijk II van Nassau-Saarbrücken grotendeels weer herenigd. Kort na zijn dood volgden echter weer nieuwe delingen die resulteerden in de takken Nassau-Weilburg, Nassau-Ottweiler, Nassau-Usingen, Nassau-Idstein en Nassau-Saarbrücken. De laatste twee werden in 1688 in de rijksvorstenstand verheven.

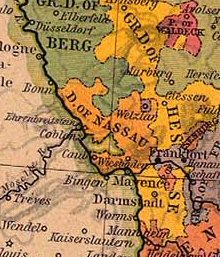
Het hertogdom Nassau in 1812

De begin 19e eeuw resterende linies Usingen en Weilburg verloren in 1801 hun territoria op de linker Rijnoever aan Frankrijk, maar werden bij de Reichsdeputationshauptschluss in 1803 gecompenseerd met andere gebieden. De vorsten Frederik Willem van Nassau-Weilburg en Frederik August van Nassau-Usingen namen in 1806 deel aan de Rijnbond, waarbij Frederik August de hertogstitel ontving. De gebieden die zij daarbij moesten afstaan aan het groothertogdom Berg werden gecompenseerd met gebieden van de Ottoonse linie. Frederik August regeerde samen met Frederik Willem over het hertogdom Nassau. Nadat met hem de linie Nassau-Usingen uitstierf, verviel het gehele gebied aan Frederik Willems zoon Willem, die het land door ruil met Pruisen uitbreidde met de Ottoonse gebieden Dietz, Hadamar, Dillenburg en Beilstein. Hij nam in 1836 deel aan de Zollverein.
Willems zoon en opvolger Adolf stond na het revolutiejaar 1848 een Kamer van Afgevaardigden met algemeen kiesrecht toe. Hij nam in 1866 aan Oostenrijkse zijde deel aan de Pruisisch-Oostenrijkse Oorlog met als gevolg dat zijn land op 8 oktober van dat jaar door Pruisen werd geannexeerd. Daarna maakte het deel uit van de Pruisische provincie Hessen-Nassau. Adolf volgde in 1890 Willem III der Nederlanden uit de Ottoonse linie op als groothertog van Luxemburg.

## De Ottoonse linie
Ook de Ottoonse linie van huis Nassau splitste zich in allerlei linies, waaronder Nassau-Dillenburg, Nassau-Hadamar, Nassau-Dietz, Nassau-Beilstein en Nassau-Siegen. Het geslacht verwierf in de loop der tijd allerlei bezittingen in de Nederlanden en werd zo tot een van de belangrijkste Nederlandse families. Midden 16e eeuw vielen de Nederlandse, Franse en Duitse bezittingen van het geslacht alle toe aan Willem de Zwijger, die de Duitse gebieden echter afstond aan zijn broer Jan de Oude. Na diens dood werd het Ottoonse Nassau verdeeld in de linies Nassau-Siegen (uitgestorven 1743), Nassau-Dillenburg (uitgestorven 1739), Nassau-Beilstein (na de dood van Willem Lodewijk van Nassau-Dillenburg samengevoegd met Nassau-Dillenburg), Nassau-Hadamar (uitgestorven 1711) en Nassau-Dietz. Met Willem de Zwijger ontstond de tak Oranje-Nassau, die echter in 1702 met koning-stadhouder Willem III uitstierf. Zowel de Nederlandse als Duitse Nassause gebieden, alsmede de titel prins van Oranje, kwamen nu toe aan Johan Willem Friso van Nassau-Dietz als heerser van het vorstendom Nassau-Oranje. Zijn kleinzoon Willem V verloor in 1795 zijn Nederlandse gebieden aan Frankrijk, maar werd in 1802 gecompenseerd met Dortmund, Corvey, Fulda en Weingarten. Deze gebieden vormden het vorstendom Nassau-Oranje-Fulda. Zijn zoon Willem VI verloor deze in 1806 daar hij weigerde toe te treden tot de Rijnbond. Hij werd echter in 1813 als Willem I soeverein vorst en in 1815 koning der Nederlanden. Het Congres van Wenen stelde hem voor het verlies van zijn Duitse gebieden in 1815 schadeloos met het groothertogdom Luxemburg.